# Câmpia Popovo

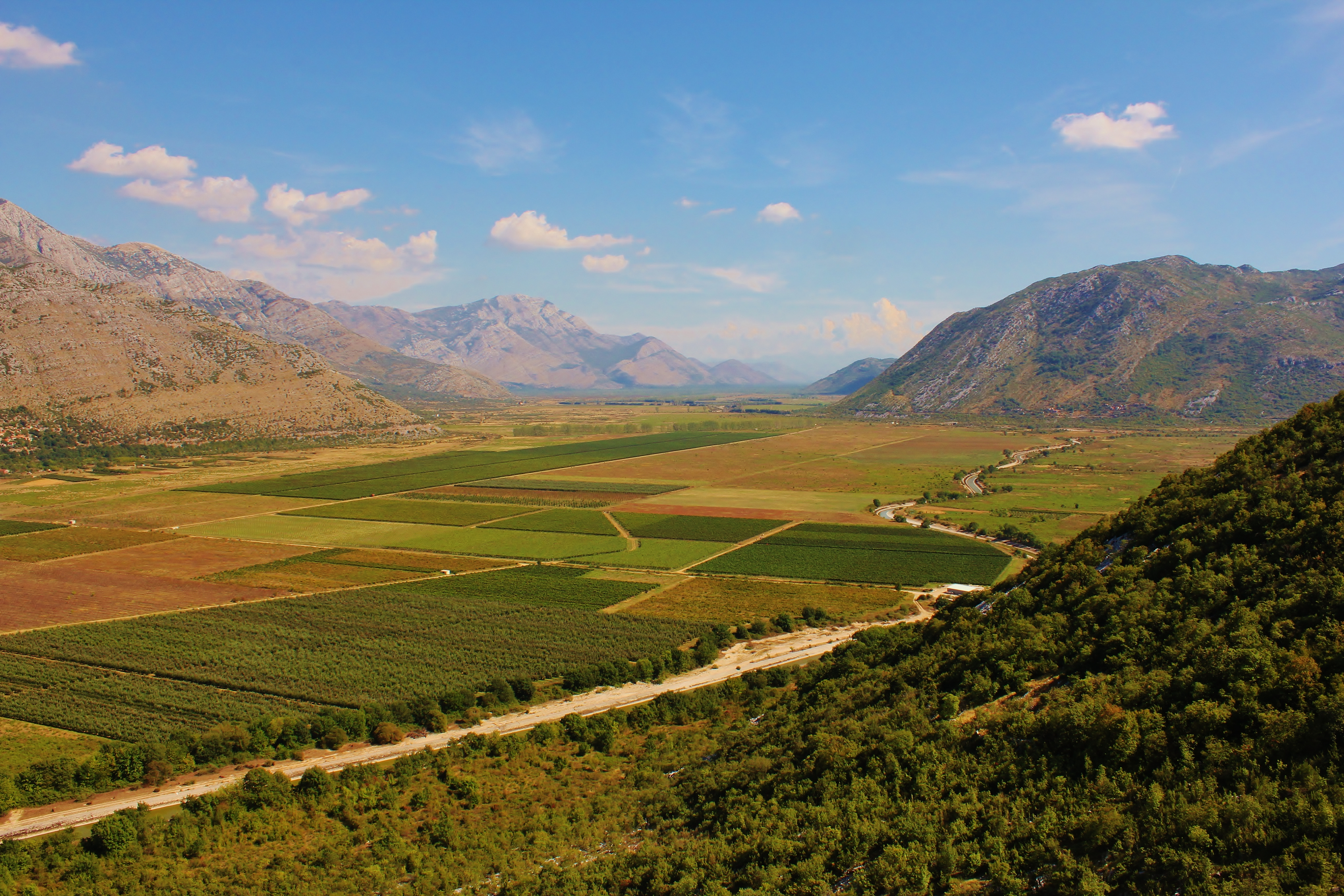
Câmpia Popovo

Câmpia Popovo (în bosniacă Popovo polje) este o câmpie (zonă carstică) aflată în sudul Bosniei-Herțegovinei, în apropiere de Coasta Mării Adriatice. Meleagul este populat de vreo 300 de persoane.
În Evul Mediu familiile nobiliare Nicolici și Sancovici dețineau acest teritoriu.